# Аноксия
Аноксия или кислородное голодание (от др.-греч. ἀν- — отрицательная частица, отсутствие  и новолат. oxygenium — кислород) — отсутствие кислорода в организме или в отдельных органах, тканях, крови (аноксемия). Прежде аноксию называли также и гипоксией — недостаток кислорода в организме.
Аноксия — это состояние, при котором ткани человеческого организма получают недостаточное количество кислорода.
Может развиться при снижении атмосферного давления на больших высотах, недостаточности кровообращения, уменьшении содержания эритроцитов или гемоглобина в крови, а также при различных заболеваниях системы кровообращения, например, в случае сердечной недостаточности. Может возникать вследствие недостаточного обогащения крови кислородом в легких из-за различных дыхательных нарушений или таких заболеваний, как пневмония, при которых уменьшается эффективная дыхательная поверхность лёгочной ткани.
При истинной общей аноксии вскоре наступает смерть.
Приводит к снижению вреда от ионизирующего излучения вследствие кислородного эффекта.